# Dendrobathypathes fragilis
Dendrobathypathes fragilis är en korallart som beskrevs av Opresko 2005. Dendrobathypathes fragilis ingår i släktet Dendrobathypathes och familjen Schizopathidae. Inga underarter finns listade i Catalogue of Life.